# Northport (Alabama)
Northport – miasto w Stanach Zjednoczonych, w stanie Alabama, w hrabstwie Tuscaloosa.

## Demografia
W 2008 liczyło 23 166 mieszkańców. W 2023 liczba mieszkańców wzrosła do 31 111 osób, a gęstość zaludnienia do 808,1 osoby/km².